# DArtagnan
dArtagnan是一支来自纽伦堡的德国民谣摇滚樂團。樂團的名字参考了 17 世纪法国士兵查尔斯·德·巴茨·德·卡斯特莫尔·达达尼昂，他因作家大仲馬的《達太安浪漫三部曲》，尤其是小说《三劍客》而闻名。

## 音乐风格
乐队将他们的音乐风格描述为“火枪手摇滚”（Musketier-Rock），现代摇滚音乐与民间节奏交织在一起，“其中一些在数百年前就在这片土地上回响”，歌词颂扬“对爱的热爱”。生命、同情心、友谊、友情和勇气”。 Christian Kollasch 于 2016 年在laut.de上撰文，将他们与Santiano乐队进行了比较。

## 專輯
- Seit an Seit (2016)
- Verehrt und verdammt (2017)
- In jener Nacht (2019)
- Feuer & Flamme (2021)
- Felsenfest (2022)